# Verfassungsgericht der Republik Südafrika

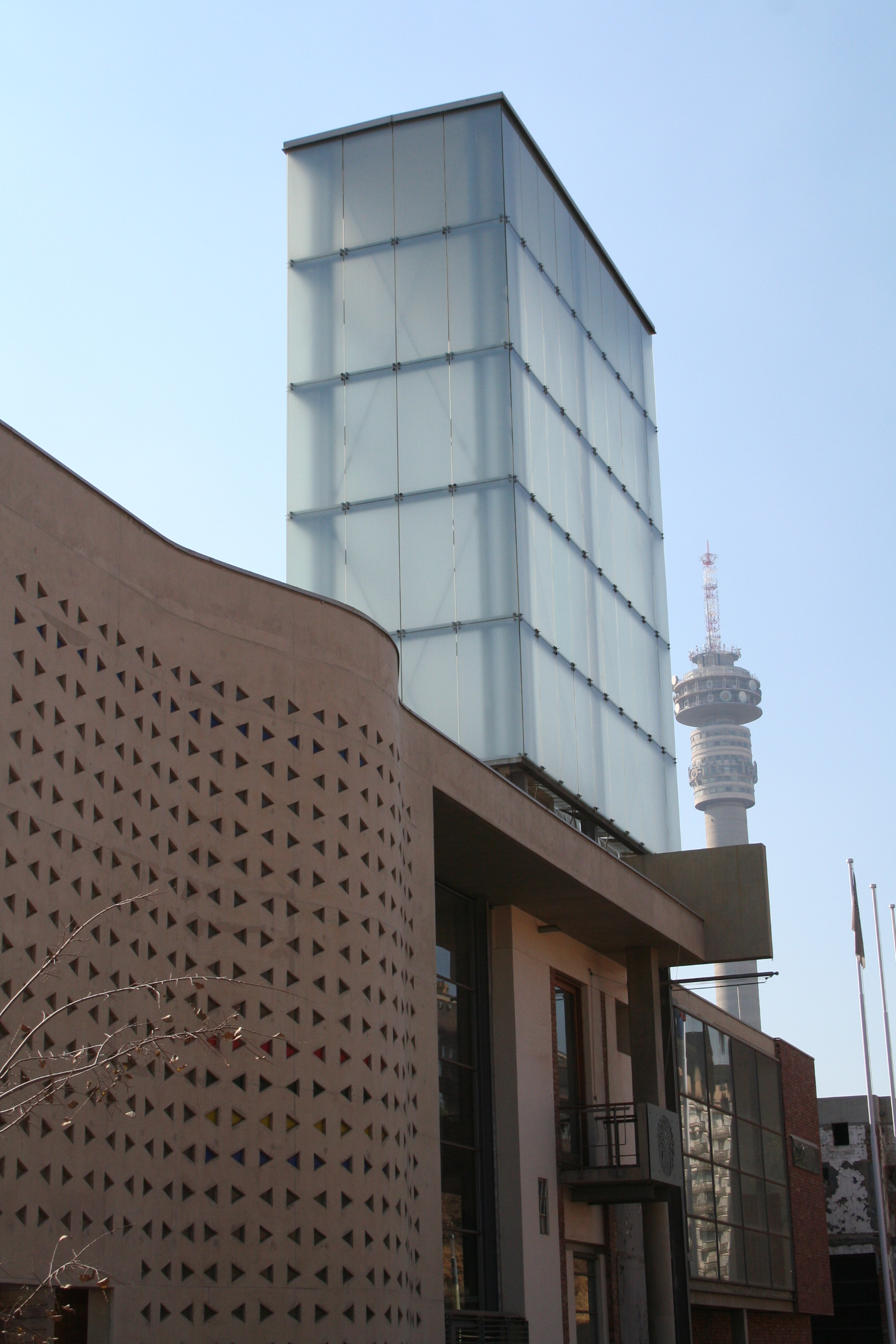
Gebäude des südafrikanischen Verfassungsgerichts

Das Verfassungsgericht der Republik Südafrika (englisch Constitutional Court of South Africa, afrikaans Konstitusionele Hof van Suid-Afrika, daneben neun weitere amtliche Namen) mit Sitz in Johannesburg ist das höchste Gericht Südafrikas für die Auslegung der Verfassung des Landes sowie für Rechtsfragen, die den Bereich des Verfassungsrechts berühren. Es entstand mit Inkrafttreten der Übergangsverfassung von 1993 und nahm im Februar 1995 seine Arbeit auf. Die elf Richter des Gerichts amtieren für eine Dauer von zwölf bis 15 Jahren und fällen ihre Entscheidungen mit einfacher Mehrheit.

## Geschichte
Das südafrikanische Verfassungsgericht entstand nach dem Ende der Apartheid mit der Übergangsverfassung von 1993 und nahm im Februar 1995 seine Arbeit auf. Sowohl durch Gerrit Viljoen von der National Party, damals Minister für Verfassungsentwicklung, als auch durch den ANC mit dem Diskussionspapier Bill of Rights seines Constitutional Committee, kam zwischen 1990 und 1991 die Forderung nach einem Verfassungsgericht für Südafrika auf. Es folgte dem zuvor bestehenden Obersten Gerichtshof des Landes mit seiner Revisionsabteilung (Supreme Court und Appellate Division), der neben Entscheidungen zu Verfassungsfragen auch als oberste Berufungsinstanz in anderen Rechtsbereichen fungierte. Vier der ersten elf Richter entstammten gemäß den Bestimmungen der Übergangsverfassung dem Obersten Gerichtshof. Die Amtszeit der Richter der ersten Besetzung, die alle vom damaligen Präsidenten Nelson Mandela in Abstimmung mit den Kabinettsmitgliedern und dem Präsidenten des Obersten Gerichtshofs berufen wurden, betrug abweichend von der gegenwärtigen Praxis sieben Jahre. Zum Ende des Jahres 1994 unternahmen alle neuberufenen Richter eine Reise nach Deutschland, da das deutsche Grundgesetz neben den Verfassungen Kanadas, Indiens und Namibias eine wesentliche Grundlage für die Gestaltung der neuen südafrikanischen Verfassung bildete.
Der erste Fall, mit dem sich das Gericht ab Februar 1995 beschäftigte, war der Fall State v Makwanyane and Mchunu zur Frage der Verfassungsmäßigkeit der Todesstrafe. Mit der Entscheidung des Gerichts zu diesem Fall im Juni des gleichen Jahres wurde die Todesstrafe in Südafrika abgeschafft. Das erste Urteil erging am 5. April 1995 im Fall State v Zuma, der die Verfassungsmäßigkeit einer strafprozessrechtlichen Bestimmung zur Verwendbarkeit von Geständnissen zum Inhalt hatte. Die entsprechenden Bestimmungen in der südafrikanischen Strafprozessordnung wurden dabei vom Gericht als verfassungswidrig verworfen, weil sie gegen die Unschuldsvermutung verstießen. Eine wichtige Rolle kam dem Gericht bei der Verabschiedung der gegenwärtig gültigen Verfassung zu, welche die Übergangsverfassung von 1993 ablöste. Es hatte dabei die Aufgabe, die Rechtmäßigkeit der neuen Verfassung auf der Basis von 34 Verfassungsprinzipien zu bestätigen, auf die sich die Autoren der Übergangsverfassung geeinigt hatten. Mit Inkrafttreten der gegenwärtig gültigen Verfassung des Landes im Februar 1997 blieb das Verfassungsgericht in seiner damals existierenden Form bestehen. Themen, die wiederholt in Verfahren des Gerichts eine Rolle spielten und zu einer Reihe von Grundsatzentscheidungen führten, waren unter anderem die Gleichstellung, die Interpretation der Grundrechte, die Privatsphäre, das Strafprozessrecht sowie die Befugnisse des Staates und seiner Organe. Im Jahr 2004 bezog das Gericht ein neu errichtetes Gebäude in Johannesburg.

## Arbeitsweise

### Zusammensetzung

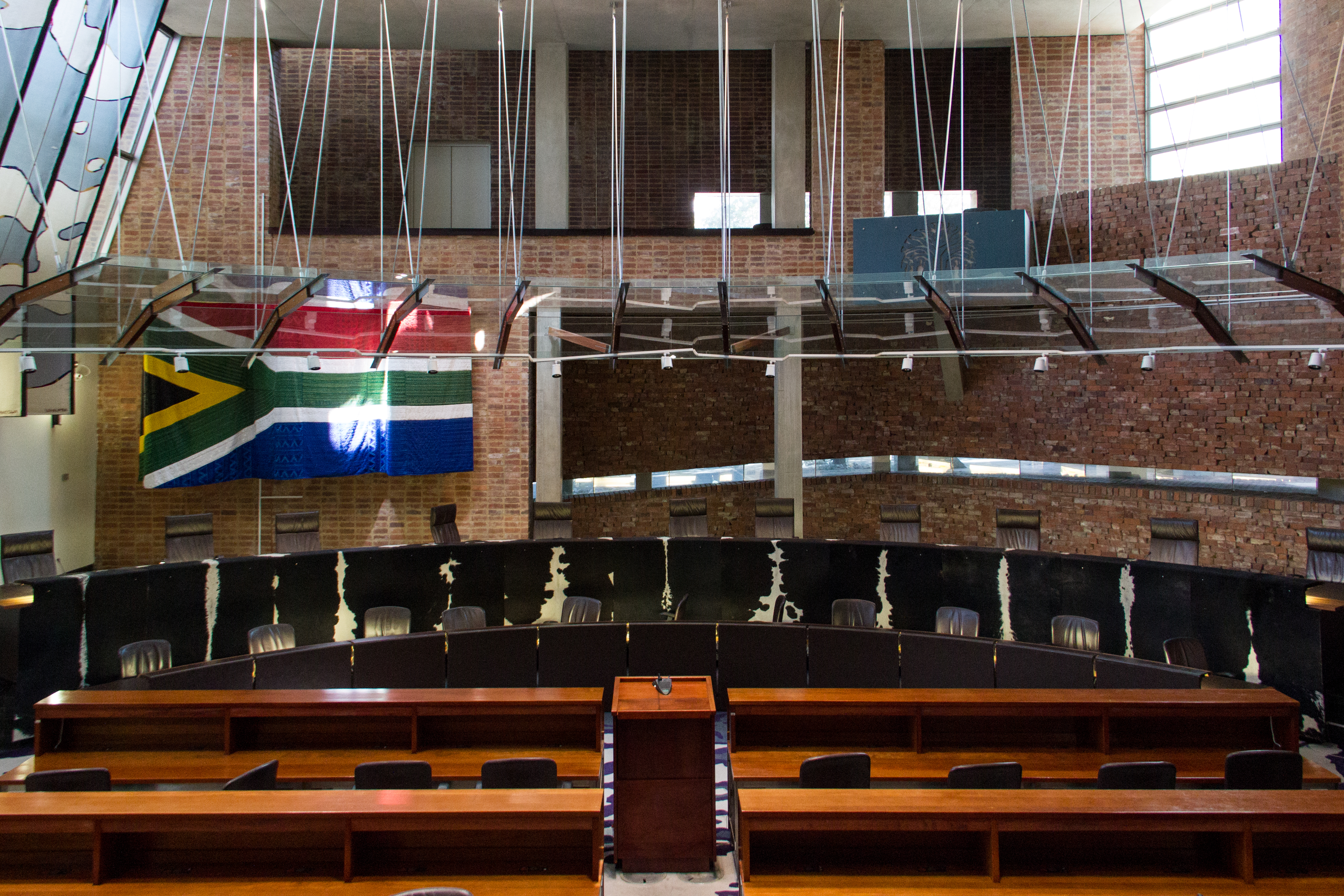
Sitzungssaal im Gerichtsgebäude

Das Verfassungsgericht Südafrikas besteht aus einem Vorsitzenden Richter, seinem Stellvertreter sowie neun weiteren Richtern, die vom Staatspräsidenten des Landes für eine einmalige Amtszeit ernannt werden, deren Dauer in Abhängigkeit vom Alter bei der Ernennung zwischen zwölf Jahren und 15 Jahren liegt. Die Grundlage für die Entscheidung über die Ernennung von neuen Verfassungsrichtern bildet eine Personen-Auswahlliste, die von der Judicial Service Commission erstellt wird. Diesem Gremium gehören unter anderem die Vorsitzenden Richter des Verfassungsgerichts und des Obersten Berufungsgerichts, der Justizminister, Repräsentanten der praktizierenden Rechtsanwälte und der rechtswissenschaftlichen Hochschullehrer des Landes sowie Vertreter beider Kammern des südafrikanischen Parlaments an. Auch im Falle einer Vakanz oder einer längeren Abwesenheit eines Richters obliegt dem Staatspräsidenten auf Vorschlag des Justizministers und des Vorsitzenden Richters die Ernennung eines kommissarischen Vertretungsrichters. Gegenwärtig setzt sich das Verfassungsgericht aus acht Männern und drei Frauen zusammen.

### Zuständigkeit
Das Verfassungsgericht der Republik Südafrika ist das höchste Gericht des Landes für die Auslegung der Verfassung sowie für Rechtsfragen, die den Bereich des Verfassungsrechts betreffen. Dies schließt Entscheidungen über die Verfassungsmäßigkeit von Gesetzen und Verfassungsänderungen, über die verfassungsmäßig definierten Befugnisse von Staatsorganen sowie über die mögliche Nichterfüllung der verfassungsmäßigen Aufgaben durch den Staatspräsidenten oder das Parlament mit ein. Als letzte Instanz für zivil- und strafrechtliche Verfahren fungiert das Oberste Berufungsgericht Südafrikas, das wie alle anderen Organe des Staates und der Rechtsprechung an die Entscheidungen des Verfassungsgerichts gebunden ist.
Fälle, mit denen sich das Verfassungsgericht befasst, werden im Regelfall von einem höheren Gericht oder vom Obersten Berufungsgericht an das Verfassungsgericht überwiesen. Die südafrikanische Verfassung bietet darüber hinaus Personen die Möglichkeit, sich direkt an das Gericht zu wenden; dies kommt jedoch in der Praxis nur in Ausnahmefällen vor. Das Parlament kann außerdem die Prüfung der Verfassungsmäßigkeit eines Gesetzes direkt beim Verfassungsgericht veranlassen. Über die Zulässigkeit eines Falls oder Antrags (und damit die Annahme zur Entscheidung) entscheidet das Verfassungsgericht selbst. Eine Ausnahme davon ist die Pflicht zur Prüfung der Entscheidung eines anderen Gerichts, wenn dieses die Verfassungswidrigkeit eines Gesetzes festgestellt hat.

### Entscheidungen
Eine wesentliche Rechtsgrundlage für die Entscheidungen des Verfassungsgerichts sind neben der südafrikanischen Verfassung die Menschenrechte; darüber hinaus können die Richter die Rechtslage in anderen demokratischen Ländern in ihre Erwägungen miteinbeziehen. Mindestens acht Richter müssen an den Anhörungen zu einem Fall beteiligt sein; in der Praxis sind jedoch fast immer alle elf Richter mit den Entscheidungen befasst. Für eine Entscheidung des Gerichts ist eine einfache Mehrheit der an einem Fall beteiligten Richter notwendig, die Entscheidungsgründe werden in einer schriftlichen Urteilsbegründung bekanntgegeben. Die Anhörungen erfolgen öffentlich.

## Gebäude

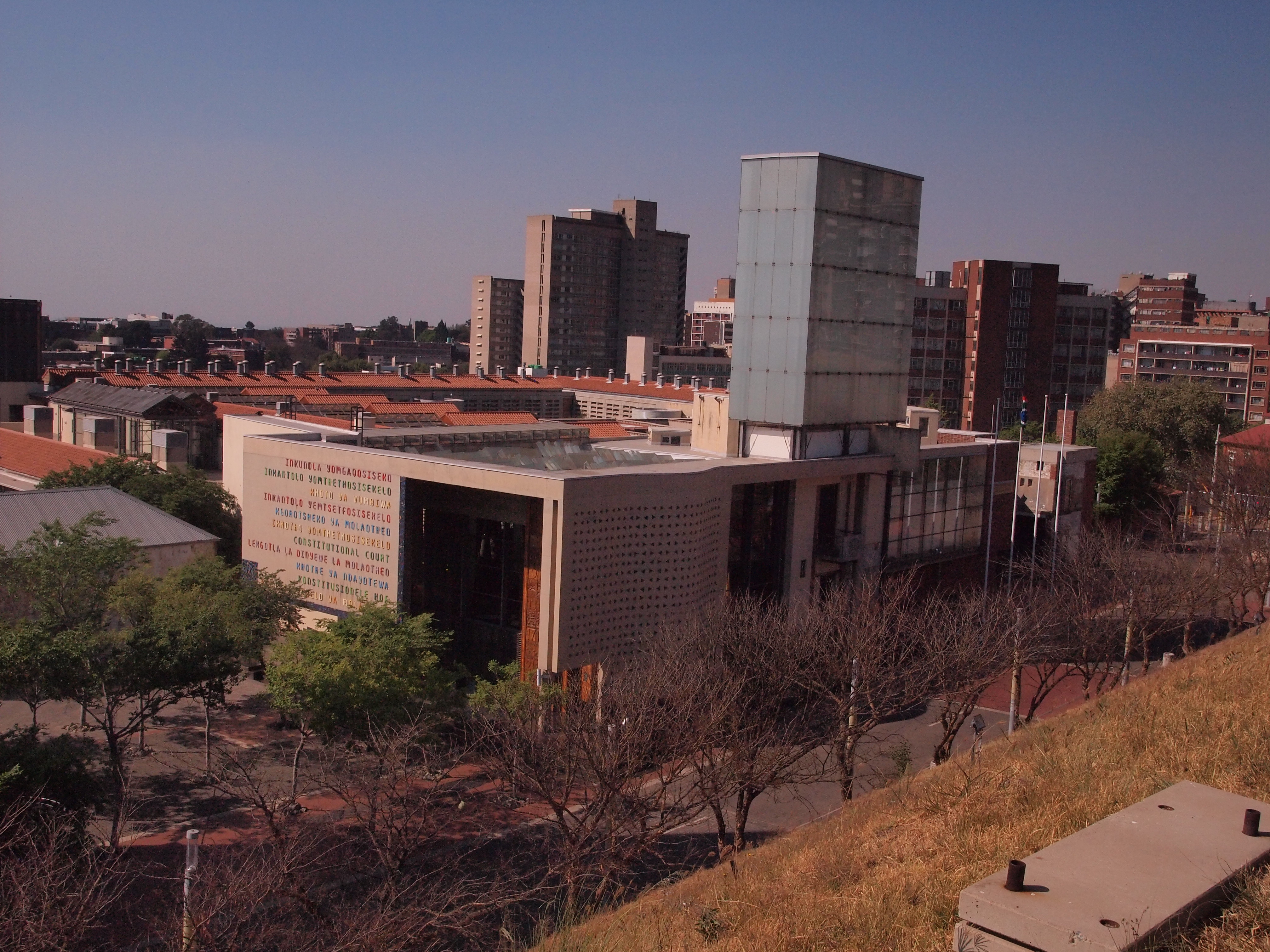
Außenansicht des Gebäudes im Zentrum von Johannesburg

Für das Verfassungsgericht der Republik Südafrika wurde im Februar 2004 in Johannesburg ein neu errichtetes Gebäude eingeweiht. Die für das Gebäude ausgewählte Lage soll dabei symbolisch zum Ausdruck bringen, dass Südafrika, mit seiner neuen Verfassung und der Abschaffung der Apartheid, die Zeiten eines Unrechtsstaates überwunden hat. Das Gebäude wurde deshalb bewusst auf dem Gelände des Johannesburg Fort, direkt neben der Gefängnis-Außenmauer dieses Gebäudekomplexes errichtet.
Das Johannesburg Fort (auch Old Fort genannt) war 1893 als Militärbasis errichtet worden, wurde jedoch später als Gefängnis genutzt. Während der Zeit der Apartheid diente es vor allem als Untersuchungs-Haftanstalt, in der zahlreiche prominente Personen inhaftiert waren. Darunter waren unter anderem Mahatma Gandhi, Nelson Mandela, Winnie Madikizela-Mandela, Albertina Sisulu und Fatima Meer. Das Gefängnis wurde 1987 geschlossen. Das Gelände des Johannesburg Fort liegt auf einem Hügel nahe dem Stadtzentrum, der nunmehr auch als Constitution Hill (‚Verfassungs-Hügel‘) bezeichnet wird.
Das Gebäude beherbergt überdies auch eine Sammlung von rund 200 Kunstwerken bedeutender südafrikanischer Künstler.